# Солдати бурі
Солдати бурі  (англ. Soldiers of the Storm) — американський пригодницький фільм режисера Д. Росса Ледермана 1933 року і в головних ролях Режис Тумі, Аніта Пейдж і Роберт Елліс.

## Сюжет
Коли відкривається новий аеропорт у містечку неподалік від мексиканського кордону, прикордонний патруль залучає пілота Бреда Аллертона для розслідування під прикриттям можливу контрабанду наркотиків.

## У ролях
- Режис Тумі — Бред Аллертон
- Аніта Пейдж — Наталі
- Барбара Вікс — іспанська офіціантка
- Роберт Елліс — Моран
- Вілер Окман — Джордж
- Барбара Барондесс — Соня
- Дьюї Робінсон — Чак Бейлі
- Джордж Купер — Ред Гарні
- Артур Ванзер — Адамс
- Генрі Ведсворт — Доді